# كرايغ روجرز
كرايغ روجرز (بالإنجليزية: Craig Rogers)‏ هو لاعب كرة القدم الغالية أيرلندي، ولد في 9 مايو 1986 في بورتلاويس في جمهورية أيرلندا.